# 우피족
우피족(Woopies)은 경제적으로 풍요로운 노인세대를 뜻하며, 'well of older people'의 머릿글자를 딴 말이다.
재산상속이나 벌어둔 돈이 있어, 자식들이 돈을 주지 않아도 독자적으로 생활할 수 있는 50대 이상의 부유한 노인들을 말한다. 이들은 연금을 받을 나이가 되면서 자녀는 다 성장해 양육에 대한 부담도 없고, 저축해 둔 자금이 있기 때문에 소비에 자유롭다. 이들을 타겟으로 삼은 광고업계에서 우피족이라는 이름을 붙였다.